# 2. etape af PostNord Danmark Rundt 2023
2. etape af PostNord Danmark Rundt 2023 var en 163,6 km lang flad etape med en samlet stigning på 1.474 m. Den blev kørt den 16. august 2023 med start i Kjellerup og mål i Silkeborg. Der var to pointspurter og tre bakkespurter. Den 5,3 km lange finalerundstrækning i Silkeborg var en kopi af afslutningen på 1. etape ved løbet i 2019.
Omkring 20 km ind på etapen kom dagens udbrud afsted. Det bestod af Mark Stewart (Bolton Equities Black Spoke), Jeppe Aaskov Pallesen (HRE Mazowsze Serce Polski), Henrik Breiner Pedersen (ColoQuick Cycling), Tobias Aagaard Hansen (Leopard TOGT Pro Cycling), Daniel Stampe (Restaurant Suri-Carl Ras), Frederik Irgens Jensen (BHS-PL Beton Bornholm) og Julius Johansen (Danmark). Med 8,7 km til mål blev de sidste tilbageværende fra udbruddet hentet af hovedfeltet.
Efter en massespurt vandt Soudal Quick-Steps belgiske supersprinter Fabio Jakobsen etapen. Løbets førende rytter Søren Wærenskjold fra Uno-X Pro Cycling Team kom på andenpladsen og sikrede sig bonussekunder til det samlede klassement, mens Alpecin-Deceunincks danske rytter Søren Kragh Andersen tog sig af tredjepladsen. Efter at have været en del af morgenudbruddet samlede Frederik Irgens Jensen (BHS-PL Beton Bornholm) nok point til at overtage løbets bakketrøje. Filippo Ridolfo beholdte den hvide ungdomstrøje, mens Daniel Stampe fra Restaurant Suri-Carl Ras blev kåret til dagens fighter.

## Ruten
Den neutrale start gik fra Torvet i Kjellerup. Derefter gik turen mod Ans og ud på hovedvej 26. Hovedvejen blev forladt ved Kjelsø Lejren, inden rytterne ved Kongensbro kortvarigt igen ramte hovedvejen da Gudenåen skulle passeres. Derfra gin det i sydlig retning igennem Truust, Horn og Gjern. Inden den første bakkespurt i Sorring, kom rytterne forbi Holmstol og Tovstrup Stationsby. Efter bakkespurten kom Mollerup, Gammel Laven og Laven, hvor rytterne fik et glimt af Julsø. Inden Ry kom rytterne forbi Tørring, Alling Bakker samt Knudsø og Birksø. Derfra gik turen øst om Mossø, Svejstrup, Boes, Alken og udkanten af Skanderborg, hvor løbets højeste punkt Yding Skovhøj kom. Fra Østbirk blev kursen sat mod nord og Silkeborg, hvor der ventede tre omgange af 5,3 km omkring Hvinningdal, inden målstregen kom på Vestre Ringvej ved 3Fs kursuscenter Langsøhus.

## Resultater

### Etaperesultat
| \| Etaperesultat \| Etaperesultat \| Etaperesultat \| Etaperesultat \| Etaperesultat \| \| Rytter \| Rytter \| Hold \| Tid \| \| \| ------------- \| -------------------- \| ---------------------------------- \| ------------- \| ------------- \| \| 1. \| Fabio Jakobsen \| Soudal Quick-Step \| 3t 41' 09" \| \| \| 2. \| Søren Wærenskjold \| Uno-X Pro Cycling Team \| + 0" \| \| \| 3. \| Søren Kragh Andersen \| Alpecin-Deceuninck \| + 0" \| \| \| 4. \| Tobias Lund Andresen \| Team DSM-Firmenich \| + 0" \| \| \| 5. \| Mads Pedersen \| Lidl-Trek \| + 0" \| \| \| 6. \| Mattias Skjelmose \| Lidl-Trek \| + 0" \| \| \| 7. \| Magnus Cort \| EF Education-EasyPost \| + 0" \| \| \| 8. \| Jensen Plowright \| Alpecin-Deceuninck \| + 0" \| \| \| 9. \| Matyáš Kopecký \| Team Novo Nordisk \| + 0" \| \| \| 10. \| Filippo Magli \| Green Project-Bardiani CSF-Faizanè \| + 0" \| \| |                      |                                    |            |
| |                      |                                    |            |
| Kilde: ProCyclingStats |                      |                                    |            |
| Etaperesultat |                      |                                    |            |
| Rytter | Rytter               | Hold                               | Tid        |
| 1. | Fabio Jakobsen       | Soudal Quick-Step                  | 3t 41' 09" |
| 2. | Søren Wærenskjold    | Uno-X Pro Cycling Team             | + 0"       |
| 3. | Søren Kragh Andersen | Alpecin-Deceuninck                 | + 0"       |
| 4. | Tobias Lund Andresen | Team DSM-Firmenich                 | + 0"       |
| 5. | Mads Pedersen        | Lidl-Trek                          | + 0"       |
| 6. | Mattias Skjelmose    | Lidl-Trek                          | + 0"       |
| 7. | Magnus Cort          | EF Education-EasyPost              | + 0"       |
| 8. | Jensen Plowright     | Alpecin-Deceuninck                 | + 0"       |
| 9. | Matyáš Kopecký       | Team Novo Nordisk                  | + 0"       |
| 10. | Filippo Magli        | Green Project-Bardiani CSF-Faizanè | + 0"       |

### Klassement efter etapen
| \| Samlede stilling \| Samlede stilling \| Samlede stilling \| Samlede stilling \| Samlede stilling \| \| Rytter \| Rytter \| Hold \| Tid \| \| \| ---------------- \| ------------------------ \| ---------------------- \| ---------------- \| ---------------- \| \| 1. \| Søren Wærenskjold \| Uno-X Pro Cycling Team \| 7t 31' 03" \| \| \| 2. \| Fabio Jakobsen \| Soudal Quick-Step \| + 6" \| \| \| 3. \| Mads Pedersen \| Lidl-Trek \| + 18" \| \| \| 4. \| Søren Kragh Andersen \| Alpecin-Deceuninck \| + 18" \| \| \| 5. \| Filippo Ridolfo \| Team Novo Nordisk \| + 20" \| \| \| 6. \| Tobias Lund Andresen \| Team DSM-Firmenich \| + 22" \| \| \| 7. \| Vito Braet \| Team Flanders-Baloise \| + 22" \| \| \| 8. \| Sebastian Kolze Changizi \| Tudor Pro Cycling Team \| + 22" \| \| \| 9. \| Matyáš Kopecký \| Team Novo Nordisk \| + 22" \| \| \| 10. \| Sebastian Nielsen \| ColoQuick \| + 22" \| \| |                          |                        |            |
| |                          |                        |            |
| Kilde: ProCyclingStats |                          |                        |            |
| Samlede stilling |                          |                        |            |
| Rytter | Rytter                   | Hold                   | Tid        |
| 1. | Søren Wærenskjold        | Uno-X Pro Cycling Team | 7t 31' 03" |
| 2. | Fabio Jakobsen           | Soudal Quick-Step      | + 6"       |
| 3. | Mads Pedersen            | Lidl-Trek              | + 18"      |
| 4. | Søren Kragh Andersen     | Alpecin-Deceuninck     | + 18"      |
| 5. | Filippo Ridolfo          | Team Novo Nordisk      | + 20"      |
| 6. | Tobias Lund Andresen     | Team DSM-Firmenich     | + 22"      |
| 7. | Vito Braet               | Team Flanders-Baloise  | + 22"      |
| 8. | Sebastian Kolze Changizi | Tudor Pro Cycling Team | + 22"      |
| 9. | Matyáš Kopecký           | Team Novo Nordisk      | + 22"      |
| 10. | Sebastian Nielsen        | ColoQuick              | + 22"      |

#### Pointkonkurrencen
| Pointkonkurrence | Pointkonkurrence         | Pointkonkurrence         | Pointkonkurrence | Pointkonkurrence |
| Rytter           | Rytter                   | Hold                     | Point            |                  |
| ---------------- | ------------------------ | ------------------------ | ---------------- | ---------------- |
| 1.               | Søren Wærenskjold        | Uno-X Pro Cycling Team   | 27 point         |                  |
| 2.               | Fabio Jakobsen           | Soudal Quick-Step        | 27 point         |                  |
| 3.               | Mads Pedersen            | Lidl-Trek                | 18 point         |                  |
| 4.               | Tobias Lund Andresen     | Team DSM-Firmenich       | 18 point         |                  |
| 5.               | Søren Kragh Andersen     | Alpecin-Deceuninck       | 17 point         |                  |
| 6.               | Julius Johansen          | Intermarché-Circus-Wanty | 10 point         |                  |
| 7.               | Vito Braet               | Team Flanders-Baloise    | 10 point         |                  |
| 8.               | Kristian Egholm          | Restaurant Suri-Carl Ras | 8 point          |                  |
| 9.               | Sebastian Kolze Changizi | Tudor Pro Cycling Team   | 7 point          |                  |
| 10.              | Mattias Skjelmose        | Lidl-Trek                | 7 point          |                  |

#### Bakkekonkurrencen
| Bjergkonkurrence | Bjergkonkurrence           | Bjergkonkurrence          | Bjergkonkurrence | Bjergkonkurrence |
| Rytter           | Rytter                     | Hold                      | Point            |                  |
| ---------------- | -------------------------- | ------------------------- | ---------------- | ---------------- |
| 1.               | Frederik Irgens Jensen     | BHS-PL Beton Bornholm     | 22 point         |                  |
| 2.               | Mads Østergaard Kristensen | Leopard TOGT Pro Cycling  | 20 point         |                  |
| 3.               | Wessel Krul                | Human Powered Health      | 18 point         |                  |
| 4.               | Henrik Breiner Pedersen    | ColoQuick                 | 16 point         |                  |
| 5.               | Nicklas Amdi Pedersen      | ColoQuick                 | 10 point         |                  |
| 6.               | Jeppe Aaskov Pallesen      | HRE Mazowsze Serce Polski | 8 point          |                  |

#### Ungdomskonkurrencen
| Ungdomskonkurrence | Ungdomskonkurrence      | Ungdomskonkurrence                      | Ungdomskonkurrence | Ungdomskonkurrence |
| Rytter             | Rytter                  | Hold                                    | Tid                |                    |
| ------------------ | ----------------------- | --------------------------------------- | ------------------ | ------------------ |
| 1.                 | Filippo Ridolfo         | Team Novo Nordisk                       | 7t 31' 23"         |                    |
| 2.                 | Tobias Lund Andresen    | Team DSM-Firmenich                      | + 2"               |                    |
| 3.                 | Matyáš Kopecký          | Team Novo Nordisk                       | + 2"               |                    |
| 4.                 | Logan Currie            | Bolton Equities Black Spoke Pro Cycling | + 2"               |                    |
| 5.                 | Kasper Andersen         | Danmark                                 | + 2"               |                    |
| 6.                 | Tobias Svarre           | ColoQuick                               | + 32"              |                    |
| 7.                 | Jenno Berckmoes         | Team Flanders-Baloise                   | + 4' 06"           |                    |
| 8.                 | Robin Juel Skivild      | Leopard TOGT Pro Cycling                | + 4' 34"           |                    |
| 9.                 | Martin Svrček           | Soudal Quick-Step                       | + 4' 55"           |                    |
| 10.                | Henrik Breiner Pedersen | ColoQuick                               | + 5' 41"           |                    |

#### Holdkonkurrencen
| Holdkonkurrence | Holdkonkurrence           | Holdkonkurrence | Holdkonkurrence |
| Hold            | Hold                      | Tid             |                 |
| --------------- | ------------------------- | --------------- | --------------- |
| 1.              | Uno-X Pro Cycling Team    | 23t 33' 53"     |                 |
| 2.              | Soudal Quick-Step         | + 6"            |                 |
| 3.              | Lidl-Trek                 | + 18"           |                 |
| 4.              | Alpecin-Deceuninck        | + 18"           |                 |
| 5.              | Leopard TOGT Pro Cycling  | + 22"           |                 |
| 6.              | EF Education-EasyPost     | + 22"           |                 |
| 7.              | Tudor Pro Cycling Team    | + 22"           |                 |
| 8.              | HRE Mazowsze Serce Polski | + 22"           |                 |
| 9.              | ColoQuick                 | + 52"           |                 |
| 10.             | Team Novo Nordisk         | + 4' 15"        |                 |

## Udgåede ryttere
- Chad Haga (Human Powered Health) – stillede ikke til start.
- Gilles De Wilde (Team Flanders-Baloise) – stillede ikke til start.
- Jarne Van De Paar (Lotto Dstny) – gennemførte ikke.
- Tom Devriendt (Q36.5 Pro Cycling Team) – gennemførte ikke.